# Louis Bionier
Louis Bionier (* 1898 in Alfortville; † 1973) war ein französischer Ingenieur und Leiter der Chassis- und Karosserieentwicklung des Autoherstellers Panhard.

## Leben und Werk
Louis Bionier kam als Sohn eines Fahrradmechanikers früh mit dem technischen Umfeld in Kontakt. Nach seinem Schulabschluss soll er als Lehrling beim Flugzeugbauer Voisin in die Lehre gegangen sein. 1915 wurde er bei Panhard & Levassor als Werkzeugeinrichter eingestellt. Der damalige Generaldirektor Paul Panhard erkannte das Talent des jungen Mannes, der sich in internen Schulungen weiterbilden konnte und nach Durchlauf mehrerer Abteilungen schließlich 1929 Leiter der Chassis- und Karosserientwicklung wurde. Somit zeichnete er maßgeblich für den 1936 erschienenen Panhard Dynamic verantwortlich, der Bioniers Vorliebe für strömungsgünstige Karosseriegestaltung erkennen ließ, die er mit den Nachkriegsmodellen Dynavia, Dyna und Panhard PL 17 fortsetzte. Nachdem er mit dem Panhard 24 auch das letzte PKW-Modell der Marke maßgeblich gestaltete, entwarf er vor seinem Ruhestand für Citroën, den neuen Eigentümer von Panhard, das Modell Dyane. Unterstützt wurde er bei diesen Arbeiten wurde von René Ducassou-Pehau und Robert Opron.